# Laura Dundovic
Laura Dundovich (Sídney, 16 de septiembre de 1987) es una modelo australiana, de origen croata, coronada Miss Australia 2008. Representó a Australia en Miss Universo 2008 en Nha Trang en Vietnam el 14 de julio de 2008, donde se clasificó entre las primeras diez finalistas. En el momento de la coronación, Dundovic estaba estudiando psicología, pero la dejó para seguir la carrera de modelo. Laura Dundovic fue la primera modelo australiana en ser elegida para testificar en la compañía de zapatos Steve Madden.

## Agencias
- Priscillas Model Management